# Tegelvissen
Tegelvissen (Malacanthidae) vormen een familie van baarsachtige vissen.
De meeste soorten uit deze familie zijn kleine zoutwatervissen.
De grotere soorten zijn belangrijk voor de visserij, hoewel het eten van deze vissen wordt afgeraden voor zwangere vrouwen, vanwege het gevaar op kwikvergiftiging. De kleinere, kleurrijke soorten uit deze familie worden als aquariumvis gehouden.

## Kenmerken
De twee onderfamilies lijken uiterlijk verschillend, waarbij soorten van de onderfamilie Malacanthinae een langgerekt lijf en een kleine bek en soorten uit de groep Branchiosteginae een grote kop en bek hebben. De tegelvissen variëren in grootte van 11 tot 125 centimeter, waarbij de laatste een gewicht kan bereiken van 30 kilogram. Over het algemeen leven de vissen in ondiep water, van 50 tot 200 meter in zowel gematigde als tropische wateren in de drie oceanen, en leven in zelfgemaakte holen, grotten en randen van riffen.
De Malacanthus latovittatus wordt soms in brakke waters gevonden in Papoea-Nieuw-Guinea, als uitzondering op de overige soorten die alle zoutwatervissen zijn. De vissen eten voornamelijk kleine kreeftachtigen, zoals krabben en garnalen. Ook weekdieren en kleinere vissen kunnen door deze vissen gegeten worden.
Veel soorten van deze vis zijn monogaam.

## Onderfamilies en geslachten
Er zijn 42 soorten bekend, onderverdeeld in vijf geslachten en twee onderfamilies.
Sommige auteurs delen de onderfamilie Branchiosteginae in als een afzonderlijke familie Branchiostegidae.
- Onderfamilie: Malacanthinae
  - Geslacht: Branchiostegus Rafinesque, 1815
  - Geslacht: Hoplolatilus Günther, 1887
  - Geslacht: Malacanthus Cuvier, 1829
- Onderfamilie: Latilinae
  - Geslacht: Caulolatilus Gill, 1862
  - Geslacht: Lopholatilus Goode & Bean, 1879